# Börge Algers
Knut Börge Algers, född 3 januari 1916 i Hammenhög, Skåne, död 12 maj 2005 i Skara, var en svensk civilingenjör, kapten i Väg- och vattenbyggnadskåren och redaktör.
Börge Algers var son till agronom Knut Algers och Ida Olsson. Han gifte sig 1942 med Ulla Ljungberg. Sonen Staffan Algers är gästprofessor vid Kungliga Tekniska Högskolan (KTH) i Stockholm. Sonen Bo Algers är sedan 1994 professor i husdjurshygien vid Sveriges lantbruksuniversitet i Skara.
Algers tog studentexamen i Göteborg 1934 och blev 1939 civilingenjör vid Chalmers tekniska högskola. Efter examen anställdes han vid Malmö gatukontor. Han blev 1940 chefskonstruktör och kontrollant vid första fördelningsstaben, 1941 konstruktör och betongingenjör vid Skånska Cementgjuteriet i Malmö, 1945 fastighetsingenjör vid Linköpings fastighetskontor och var 1946-1956 förste avdelningsingenjör vid Stockholms fastighetskontor. Från 1956 bedrev han konsulterande verksamhet. Han var 1955-1960 redaktör för tidskriften Byggmästaren. Senare var han överingenjör vid Stockholms läns landstings regionplanekontor. Han utvecklade och patenterade även en metod för att rikta upp hus på mark med sättningar.
Tillsammans med Lars Forsby och Wilhelm Tell redigerade han den tredje, omarbetade upplagan av Bygg : handbok för hus-, väg- och vattenbyggnad (6 delar, 1959-1966, Libris 819934). Den första och andra upplagan av Bygg (4 delar, 1947-1953, Libris 8220936) redigerades av Ejnar Wåhlin och Ture Velve. En fjärde upplaga började utges 1968 av Bengt Wahlström. Handboken utgavs på tidskriften Byggmästarens förlag. Tidskriften (ISSN 0007-7550) var organ för Stockholms byggnadsförening och utkom 1922-1984, varefter den gick upp i Arkitektur.
Algers var ledamot av Svenska Teknologföreningen, medlem av Stockholms byggnadsförening, Svenska betongföreningen, Svenska kommunaltekniska föreningen, Svenska väg- och vattenbyggares riksförbund (SVR) och ledamot av SVR:s husbyggnadskommitté.
Han blev 1948 kapten i Väg- och vattenbyggnadskåren.